# 臘肉

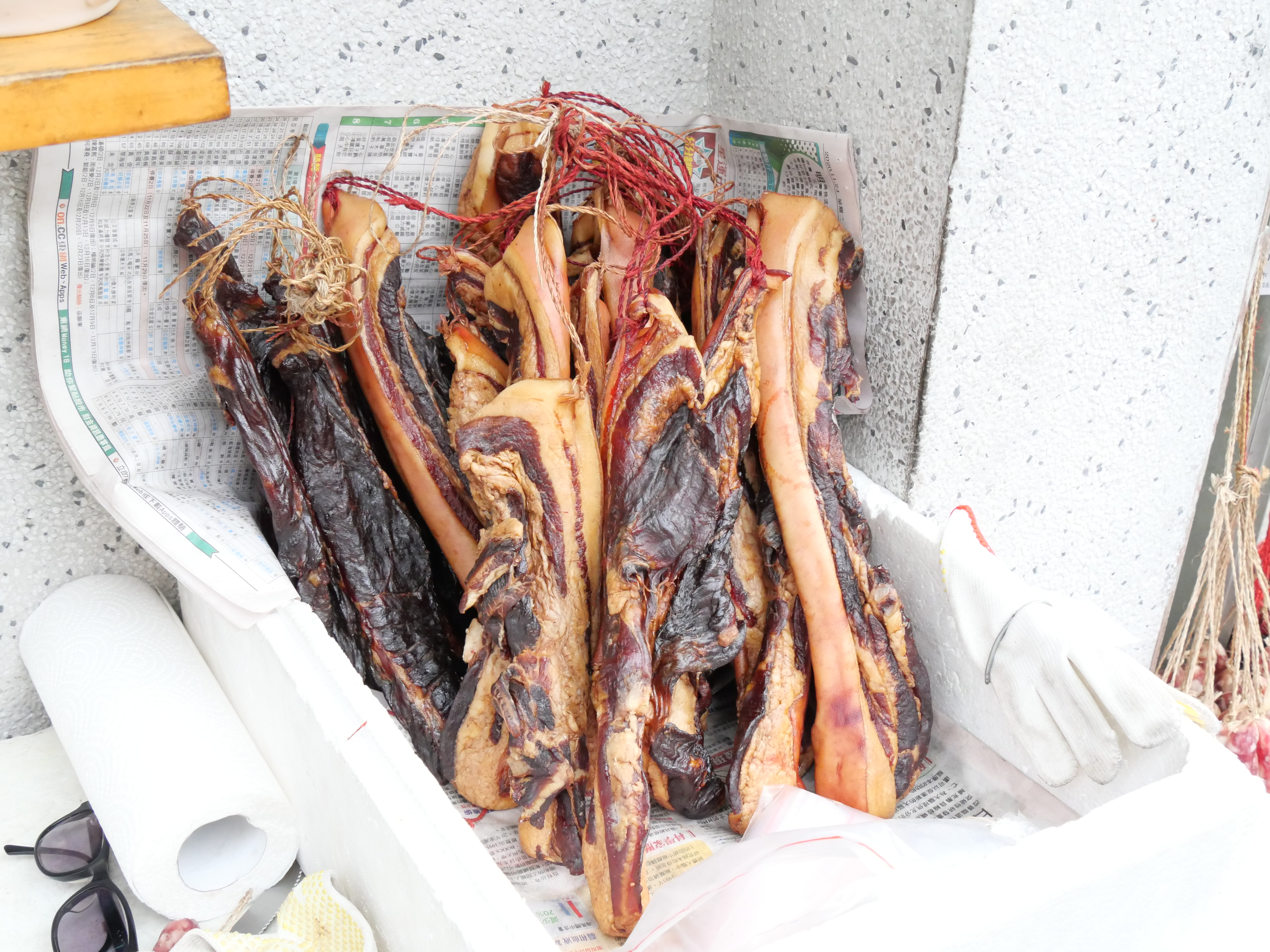
香港製作的臘肉

臘肉是中國醃肉（臘味）的一种，主要流行于四川、湖南、重庆、贵州、江西和广东一带，但在南方其他地区也有制作，由于通常是在农历的腊月进行腌制，所以称作“腊肉”。

## 歷史
据《易经-噬嗑篇释文》：“晞于阳而炀于火，曰腊肉。”证明臘肉已经有两千多年的历史。由于南方气候潮湿，把生肉（猪肉、牛肉、鱼肉、禽肉如雞肉，鴨肉等）制成臘肉可以延长保质时期，而且臘肉味美，深得当地人的喜爱。

## 製作
煙燻臘肉：先将晶体状的粗盐炒热，在一定程度时把新鲜的猪肉放进锅裏，与盐混合均匀。冷却以后腌渍一周时间。一周后把肉拿出洗白，再盖上纱网晾晒到乾。之后用浓烟熏烤，火候要控制好，太大了肉就熟，太小了就不入香味而且有很重的烟熏味。肉外表呈灰黄色时就算制作完毕。也有很多时候长时间熏烤，最后成为深黑色。
金門高梁臘肉：採取方式為依照等比例之五花肉搭配中藥藥材和金門高梁酒去浸製，中藥需研磨味道與效果會更佳，浸泡過程中也需要添加醬油或鹽，約浸泡6天後拿出風乾即可。此種方式較健康無煙燻的致癌顧慮。

### 广式腊肉
与其他地区以熏烤为制作手段的腊肉不同，广式腊肉多采取风干的方法制作。将五花肉切成约一寸宽的条状，然后以酱油、酒、白糖等混合而成的调味料腌渍，待其颜色转为褐色时，在肉条的一端钻孔，穿上线绳，挂于户外风干即成广式腊肉。

## 菜式
关于臘肉的湘菜有：
- 冬笋炒臘肉
- 苦瓜炒臘肉
- 臘味合蒸（臘肉、腊鱼、腊鸡）
- 白椒炒臘肉
- 蒜苗臘肉

有关腊肉的江浙菜/杭帮菜有:
- 腌笃鲜
- 咸肉冬瓜汤
- 咸肉焖笋

有关腊肉的赣菜有:
- 藜蒿炒腊肉
- 油菜柳（菜苔）炒腊肉

关于臘肉的鄂菜有：
- 洪山菜薹炒腊肉